# Аквафоска (Анкона)
Аквафоска (итал. Acquafosca) насеље је у Италији у округу Анкона, региону Марке.
Према процени из 2011. у насељу је живело 16 становника. Насеље се налази на надморској висини од 427 м.